# Château de Sévérac
Le château de Sévérac est un château situé à Sévérac-le-Château, en France.

## Localisation
Le château, maintenant en ruine, est situé sur la commune de Sévérac-le-Château, dans le département français de l'Aveyron.
Le maire de la ville commença les démarches en 1920 pour classer le château dont la toiture s’écroula l’année suivante. Il fut classé aux monuments historiques en 1922. 
Des travaux de restauration de grande importance ont été entrepris ces dernières décennies[réf. nécessaire].
La visite en été est guidée et il y a des sons et lumières dans l’enceinte du château.
On peut voir tous les monts d’Aubrac environnant[réf. nécessaire].

## Historique
L'édifice est classé au titre des monuments historiques en 1922.
Ce château appartenait au Moyen Âge aux barons de Sévérac. Cette famille s'est éteinte à la fin du XIIe siècle mais son nom a été relevé par la famille de Caylus puis à nouveau éteint en 1427 passa à la maison d'Arpajon.
Louis Arpajon (1590-1679), dit Louis VI de Severac, modernisa le château avec l'aide d'un architecte florentin, Gargioli. 
Grand mécène, il protégea les peintres, sculpteurs et architectes qui œuvrèrent dans son château comme Cyrano de Bergerac. 
Sa première épouse fut Gloriande de Themines dont Pierre Mignard fit un portrait.